# Ovidiu Anton
Ovidiu Anton, född 24 februari 1983 i Bukarest, är en rumänsk sångare.

## Eurovision
Ovidiu Anton deltog i Selecția Națională 2016 med låten "Moment of Silence". Den 4 mars 2016 tog han sig vidare med låten till final från semifinalen efter att han fått flest poäng av juryn. I finalen den 6 mars 2016 fick han flest telefonröster av alla de sex tävlande bidragen och utsågs därmed till vinnare.
Vinsten innebar att Ovidiu Anton skulle representera Rumänien i Eurovision Song Contest 2016 i Stockholm med sin låt. Han skulle ha framföra bidraget i den andra semifinalen i Globen den 12 maj 2016.. Den 22 april 2016 blev TVR av med sitt medlemskap i EBU på grund av obetalda skulder på ca 10 miljoner euro till EBU. Detta ledde till att Ovidiu Anton inte kunde representera Rumänien i ESC.

## Diskografi

### Singlar
- 2016 - "Moment of Silence"